# توماس بنتلی
توماس بنتلی (انگلیسی: Thomas Bentley؛ ۱۸۸۰ – ۱۹۵۰) کارگردان اهل بریتانیا بود.

## گزیده فیلم‌شناسی
- اوج التهاب (۱۹۲۶)
- وودلی جوان (۱۹۲۸)
- پس از ساعت اداری (۱۹۳۲)
- معمای اسکاتلندیارد (۱۹۳۴)
- مغازه عتیقه‌فروشی (۱۹۳۴)
- کفش‌های مرد مرده (۱۹۴۰)